# كاموجلي
كاموجلي، (بالإنجليزية: Camogli)‏، (الإيطالية:o [kaˈmoʎʎi ، -ˈmɔʎʎi (اللاتينية: kaˈmudˑʒi)، هي قرية صيد ومنتجع سياحي، يقع على الجانب الغربي من شبه جزيرة بورتوفينو، على جولفو باراديسو في ريفييرا دي ليفانتي ، في مدينة جنوة الحضرية، ليغوريا، شمال إيطاليا. في 30 أبريل 2017 كان عدد سكانها 5332. كاموجلي هي واحدة من أكبر مناطق مقاطعة باركو ناتورالي، وجزء من بورتوفينو مارين منطقة محمية

## السكان
في سنة 1861 بلغ عدد السكان 8٬224 نسمة، وتطور العدد ليصل في سنة 2011 لـ 5٬481 نسمة.
يظهر هذا المخطط البياني تطور النمو السكاني لـ كاموجلي

## توأمة
لكاموجلي اتفاقيات توأمة مع كل من:
- Tuningen [الإنجليزية]‏
- كارلوفورتي
- قونكة